# Hiawatha

Vlajka irokézské konfederace

Hiawatha (v jazyce Irokézů Ten, který dělá řeky) byl historickým irokézským osvíceným vůdcem, žijícím patrně v 15. či 16. století. Pocházel z mohawského mocného klanu Želv, ale měl vůdčí postavení také u Onondagů.
Podle tradičních vyprávění si uvědomoval zbytečnost bojů mezi kulturně spřízněnými kmeny severovýchodu a společně s prorokem Déganawindou (Velkým mírotvůrcem) se úspěšně pokusili nabídnout znepřáteleným kmenům Velký mír. Ten vedl posléze k zformování Irokézské Ligy – původně pěti, posléze šesti indiánských „národů“ v 16. století.
V dané oblasti se tak stala tato konfederace Onondagů, Mohawků, Oneidů, Kajugů, Seneků a Tuskarorů nejsilnějším politickým útvarem (v literatuře občas zmiňován jako raný státní útvar). Hiawatha mimo jiné zavedl směnnou symbolickou hodnotu wampumových pásů a pevná pravidla – zákony omezující i původní zvyky některých kmenů.

## Impaktní kráter
Stejného jména je také velký impaktní kráter v Grónsku, který je s průměrem 31 km a stářím v řádu stovek tisíc let nejmladším velkým dopadovým kráterem na Zemi. Vznikl po střetnutí naší planety s poměrně velkou planetkou (asteroidem) o průměru asi 1 až 2 kilometry.
Podle novějších údajů je však tento kráter starý asi 58 milionů let a pochází tak z období paleocénu.